# Molycria stanisici
Molycria stanisici is een spinnensoort in de taxonomische indeling van de Prodidomidae.
Het dier behoort tot het geslacht Molycria. De wetenschappelijke naam van de soort werd voor het eerst geldig gepubliceerd in 2006 door Norman I. Platnick & Barbara Baehr.